# 贝居安会院 (阿姆斯特丹)

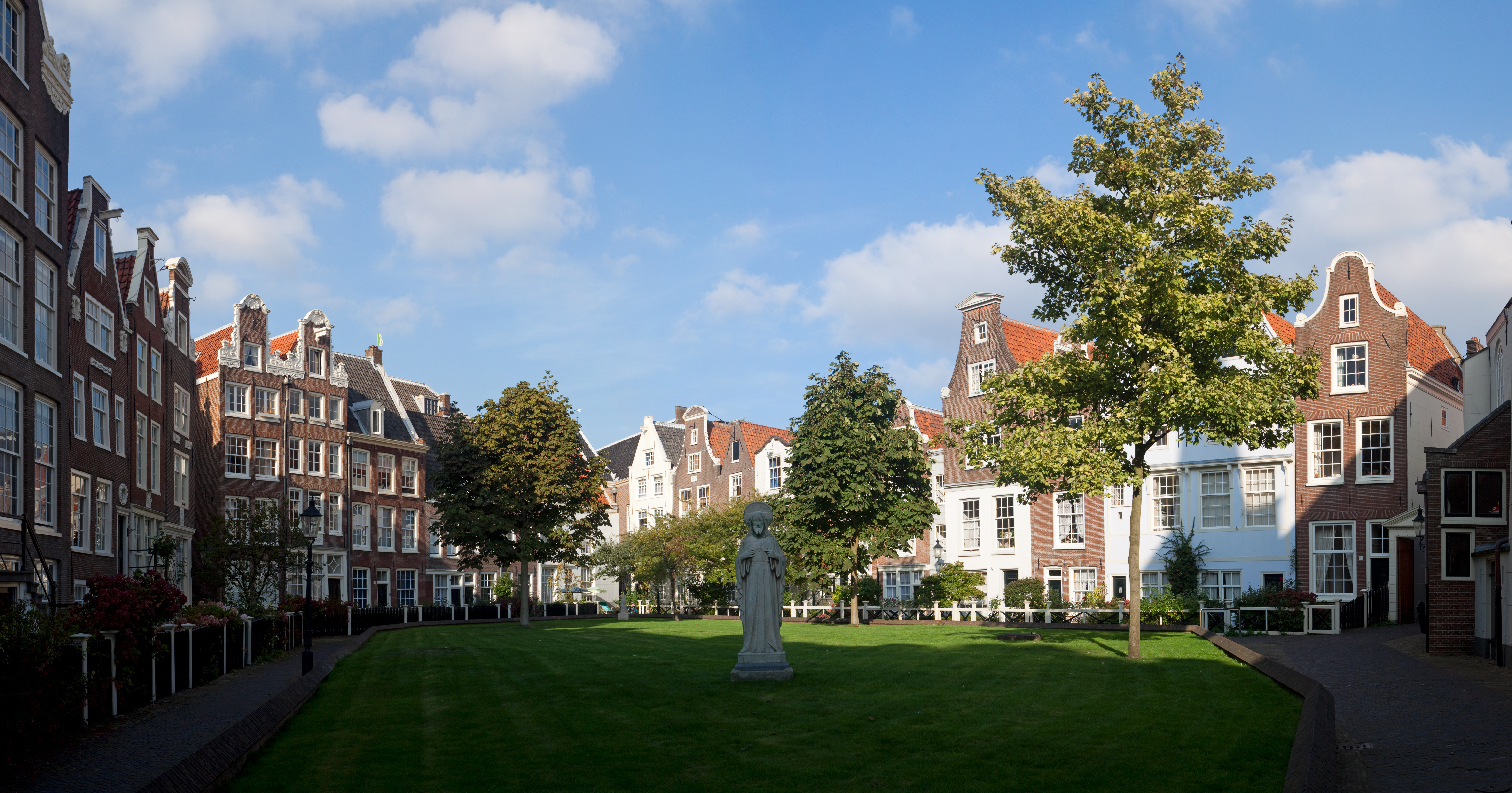
贝居安会院

阿姆斯特丹贝居安会院（Begijnhof）是荷兰阿姆斯特丹唯一建于中世纪的庭院，周围环绕着一组历史建筑，大多是私人住宅。
阿姆斯特丹贝居安会院位于阿姆斯特丹最里面的森格运河。原来贝居安会院完全被水包围，唯一的入口位于贝居安巷（Begijnensteeg），有一桥梁与外界相通。
阿姆斯特丹的贝居安会院今天是阿姆斯特丹英国归正会教堂的所在地。自1578年宗教改革以后，贝居安会院成为阿姆斯特丹唯一准许存在的罗马天主教机构。但是礼拜堂还是被关闭，30年后交给英国长老会教徒，称为英国教堂。1671年，教堂入口对面的民宅改为秘密天主教堂，1908年，奇迹教堂（Heilige Stede）被其新教业主毁坏后，迁至此处。
1971年5月23日，最后一位贝居安会女会士安东尼娅在此去世。